# United States Army Engineer School

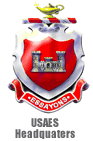
Wappen der Army Engineer School

Die United States Army Engineer School (USAES) (dt. „US Army Ingenieur- (Pionier-) schule“) befindet sich in Fort Leonard Wood, im US-Bundesstaat Missouri und bietet den Engineer Basic Officer Leader Course Phase III (EBOLC III) (dt. „Offiziergrundskurs für Pioniere“) an. Der Kurs dauert ca. 40 Wochen. Wenn ein Offizier der US Army sein Patent erhalten hat, kann er sich zur Army Engineer School delegieren lassen, um sich in den Fächern combat engineering (dt. „Gefechtsingenieurwesen“), general engineering (dt. „allgemeines Ingenieurwesen“) und geospatial engineering (dt. „Geologisches Ingenieurwesen“) einschreiben zu lassen.
Die Bildungseinrichtung geht auf das Jahr 1778 zurück und hatte seitdem mehrere Standorte. 1988 wurde die Schule von Fort Belvoir in das Fort Leonard Wood verlegt.
Die  US Army Engineer School ist eine Einrichtung des US Army Training and Doctrine Command (TRADOC), dem sie truppendienstlich untersteht.

## EBOLC III
Der EBOLC III ist speziell für Second Lieutenants eingerichtet worden. Sich an der Army Engineer School einzuschreiben, ist  erst nach einem Auswahlprozess möglich, da es grundsätzlich mehr Bewerber gibt als Studienplätze.
Entsprechend dem BOLC-Model verbringen neu ernannte Offiziere die ersten vier Wochen mit dem Erlernen allgemeiner militärischer Aufgaben und Abläufe.